# Acacia flabellifolia
Acacia flabellifolia är en ärtväxtart som beskrevs av William Vincent Fitzgerald. Acacia flabellifolia ingår i släktet akacior, och familjen ärtväxter. Inga underarter finns listade i Catalogue of Life.